# Георги Ананиев
Георги Герванов Ананиев е български политик от Съюза на демократичните сили, министър на отбраната през 1997 – 1999 година.

## Биография
Георги Ананиев е роден на 12 април 1950 година в село Косача, Радомирско. Завършва Техникум по металургия и механотехника в Перник и Минно-геоложкия институт в София (1974). След това работи като инженер в различни предприятия, сред които Завода за тежко машиностроене в Радомир.
В началото на 1992 година Ананиев става заместник-управител на Софийска област, а по-късно през същата година – заместник-министър на отбраната по военноикономическите въпроси при правителството на Филип Димитров. След неговото отстраняване през 1993 година е чиновник в администрацията на Софийска област, а през 1994 година е избран за народен представител от Съюза на демократичните сили в XXXVII народно събрание, където е член на Комисията по национална сигурност.
През февруари 1997 година Георги Ананиев е назначен е за министър на отбраната в служебния кабинет на Стефан Софиянски и остава на този пост и в правителството на Иван Костов.
В края на 1999 година Ананиев е отстранен от правителството и е назначен на новосъздадения пост секретар по отбраната на президента Петър Стоянов.
Георги Ананиев умира на 70 години на 26 януари 2021 година след усложнения от прекаран коронавирус.